# Vieira de Leiria
Vieira de Leiria es una freguesia portuguesa del municipio de Marinha Grande, con 42,50 km² de superficie y 5781 habitantes (2001). Su densidad de población es de 136,0 hab/km².

## Galería

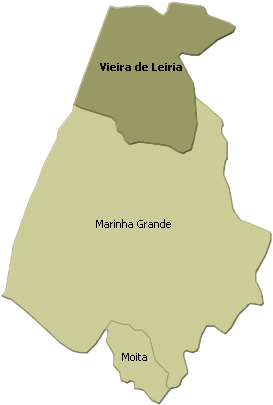
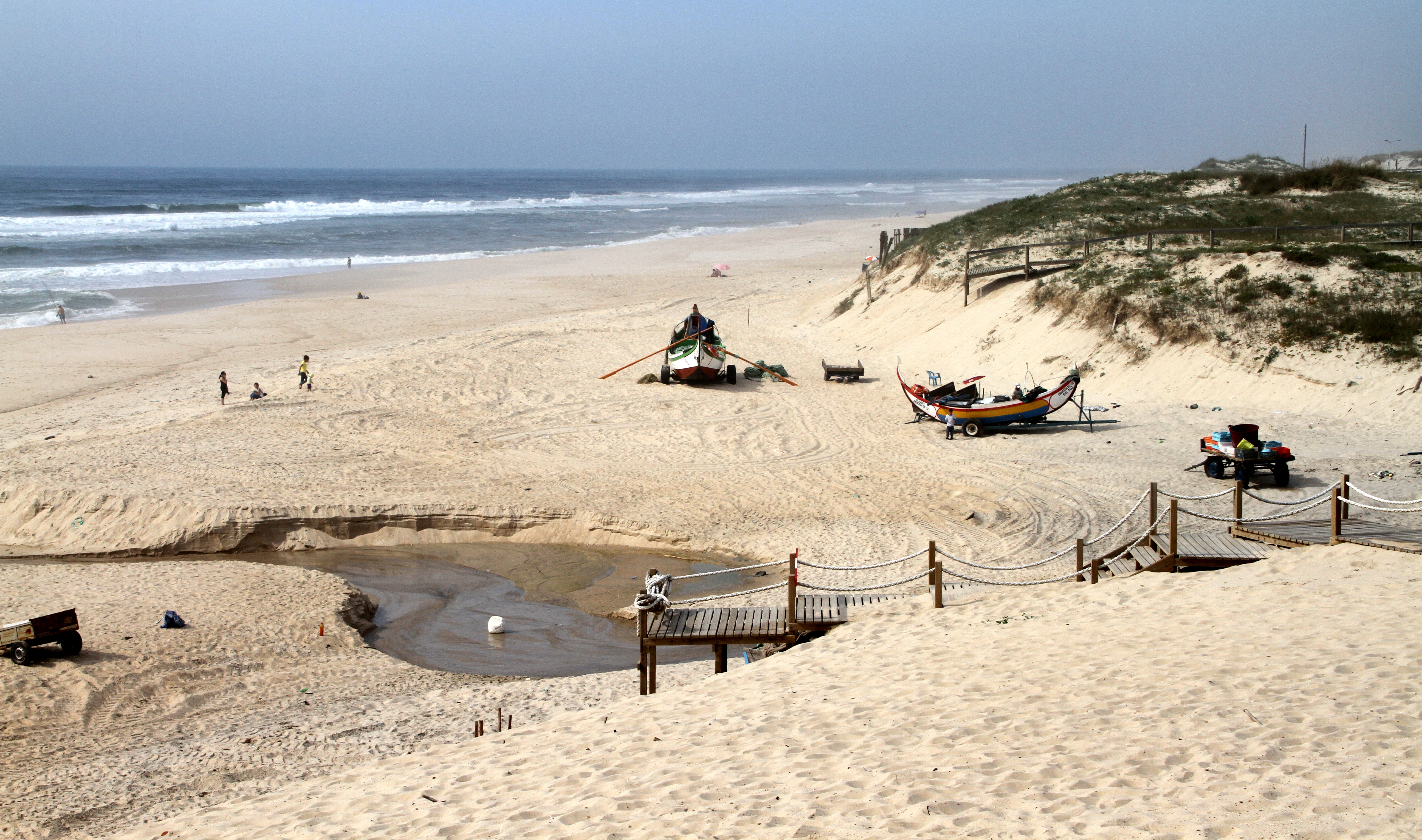
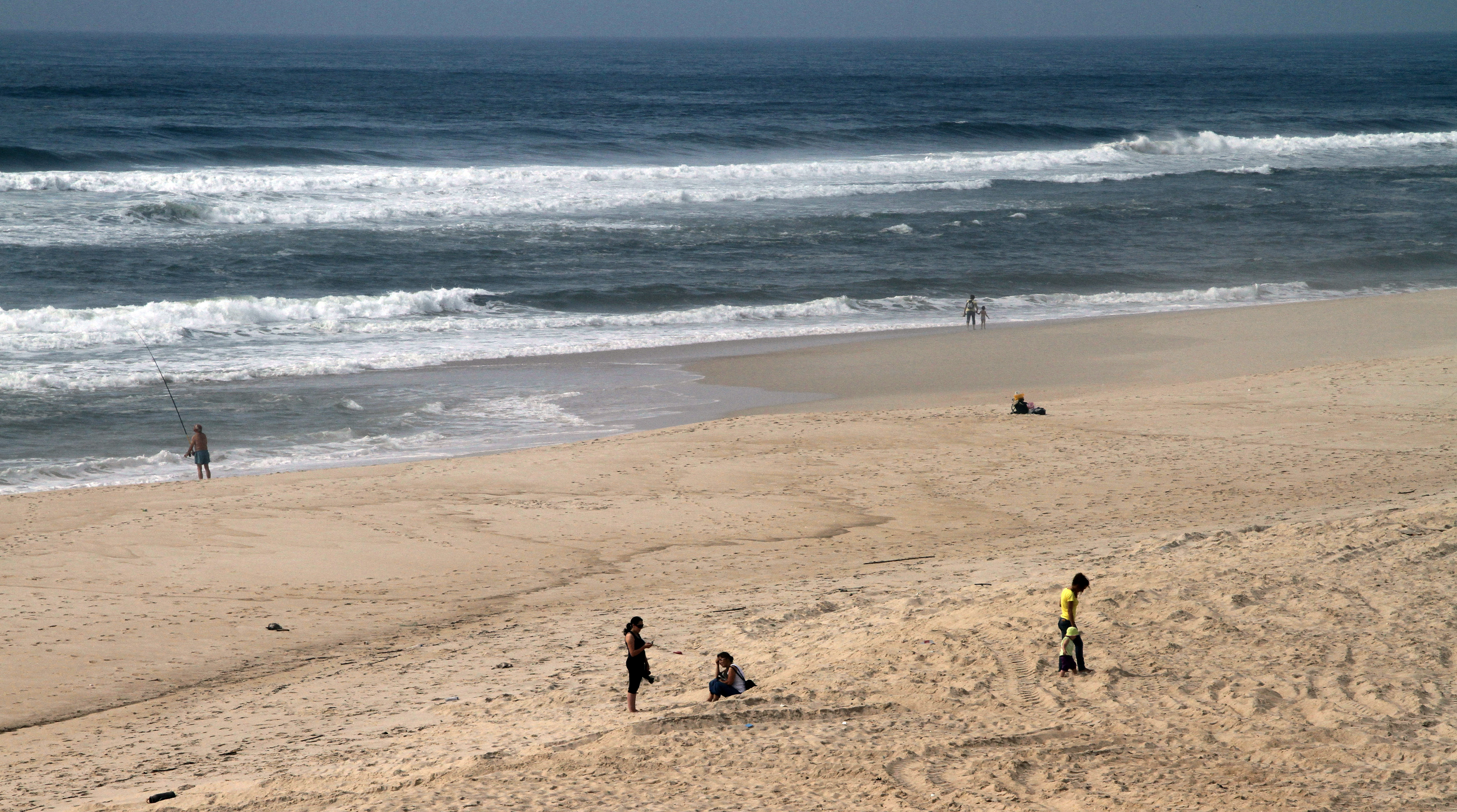
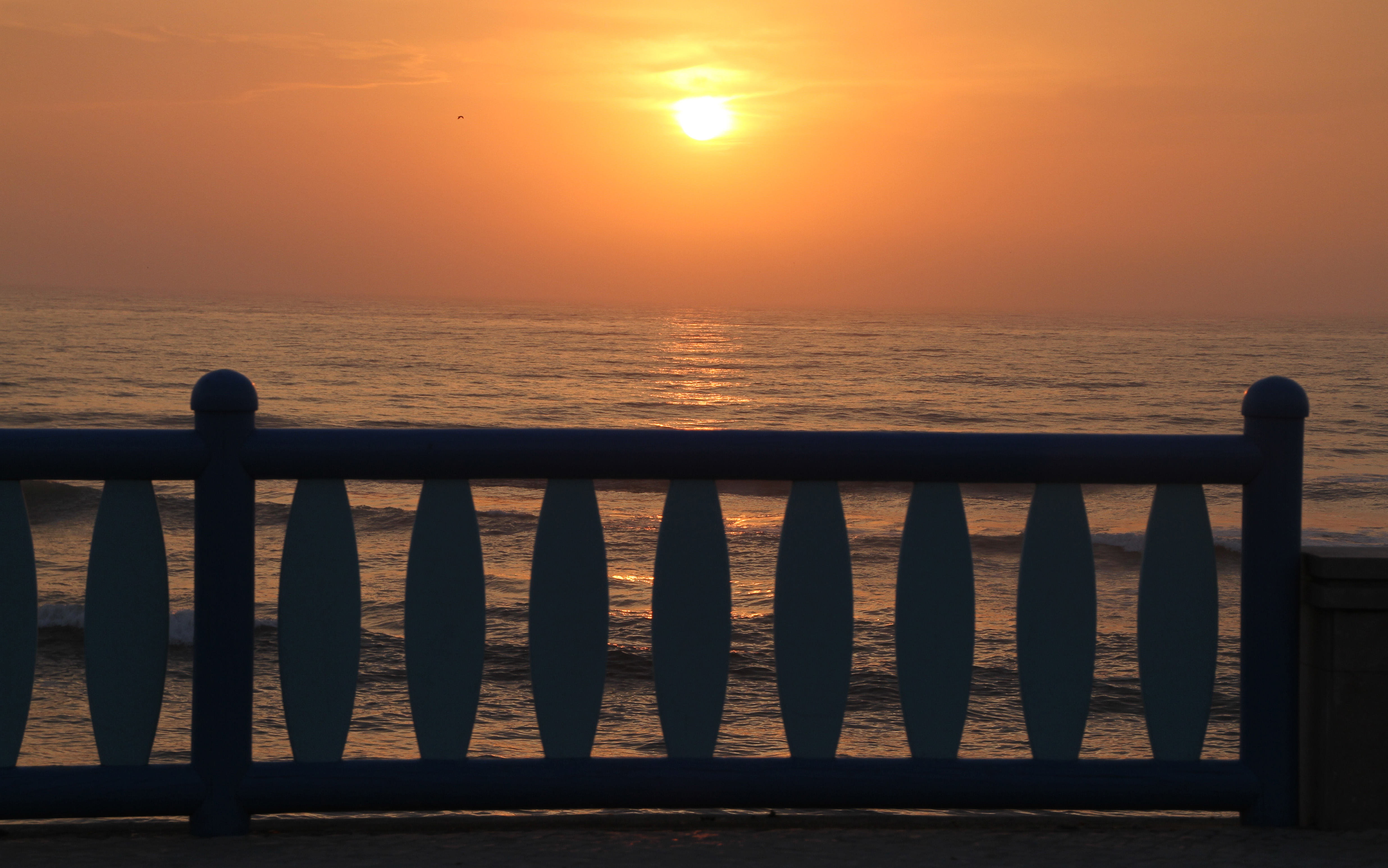